# Allège (architecture)
Pour les articles homonymes, voir Allège.

Coussièges qui contribuent accessoirement à réduire l'importance de l'allège.

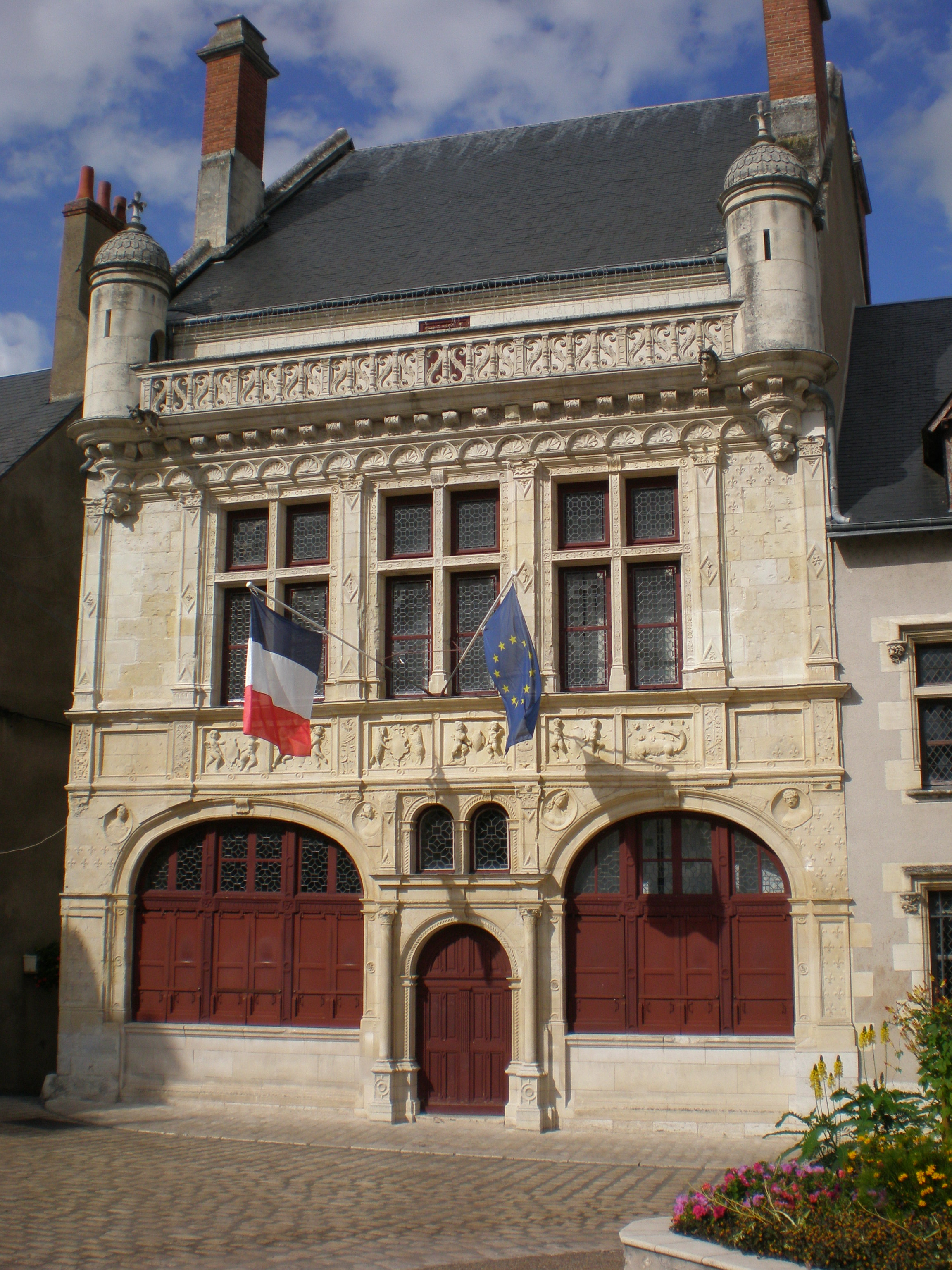
Le bandeau d'allège des fenêtres du premier étage de l'hôtel de ville de Beaugency est orné d'une frise de reliefs héraldiques.

L’allège (nom féminin), également appelée « contre-cœur » en Suisse, désigne sur un bâtiment la partie du mur (intérieur ou extérieur) située entre le plancher et l'appui de fenêtre,.
La hauteur d'allège est calculée du sol fini au rejingot.
C'est également un petit mur d'appui sous la fenêtre servant aussi de décoration à une pièce.